# 竹重雅則
竹重 雅則（たけしげ まさのり、1971年12月8日 - ）は、KRY山口放送の男性アナウンサー。

## 来歴
旧・徳山市の山間部・中須地区出身。山口県立徳山高等学校、成城大学卒業。
元々出たがりな性格もあって、「芸能人になるのは難しいけど、アナウンサーならなれる可能性はある」と思い込んでアナウンサーを目指すようになったという。
1996年入社。入社以来、ラジオ番組とスポーツ中継を多く担当する。
特にサッカー中継を多く担当している。KRYを含むNNSが全国中継する全国高等学校サッカー選手権大会では第87回・第88回大会では全国中継のメインアナウンサーグループに所属（山口代表以外の試合を実況を行う）し、特に第88回大会では国立競技場で行われた開会式のテレビ中継司会を担当した（2010年からは後輩の高橋良に担当を譲っている）。この取材・放送の関係のため、週末や年末年始にかけて山口を離れることがあると熱血テレビで自身が告白していた。

## 人物
山口放送公式サイトの記述に依れば、趣味は、美味い物・美味い酒・ラーメン屋巡り、ぼーっとする、ドライブ、そして「仕事」とのこと。
ラーメン屋巡りに関してはかつて熱血テレビで県内のラーメン店を紹介するコーナーを持っていたほか、プロフィール写真も割り箸とラーメンどんぶりを持った写真を掲載しているほど。

## 担当番組
テレビ
- スポーツ中継（全国高等学校サッカー選手権大会、田島直人記念陸上競技大会、防府読売マラソン、レノファ山口FCホームゲーム実況中継）
- 週刊! レノファTV（インタビュー担当）
- KRYニュース

ラジオ
- お昼はZETTAIラジTIME（火・水→水→火担当）
- どよーDA!
- スポーツ中継（全国高等学校野球選手権山口大会実況中継、中国山口駅伝）
- KRYニュース

## 過去の担当番組
テレビ
- 熱血テレビ（レポート担当）不定期出演
- KRYさわやかモーニング（キャスター、2006年4月 - 2007年3月、月・火曜担当）
- KRYニュースライブ（高橋良不在時のリリーフ、2024年2月21日など。）

ラジオ
- Sunday Kiss
- 月曜電リクJam Jam Jam*
- お昼はZENKAI ラヂオな時間（木曜日担当）
- ほっとゾーンおはようKRY（2011年-2021年、1部・2部のみ）

その他
- スカパー! Jリーグ中継（レノファ山口FCホームゲーム実況担当）